# Änglamakerska

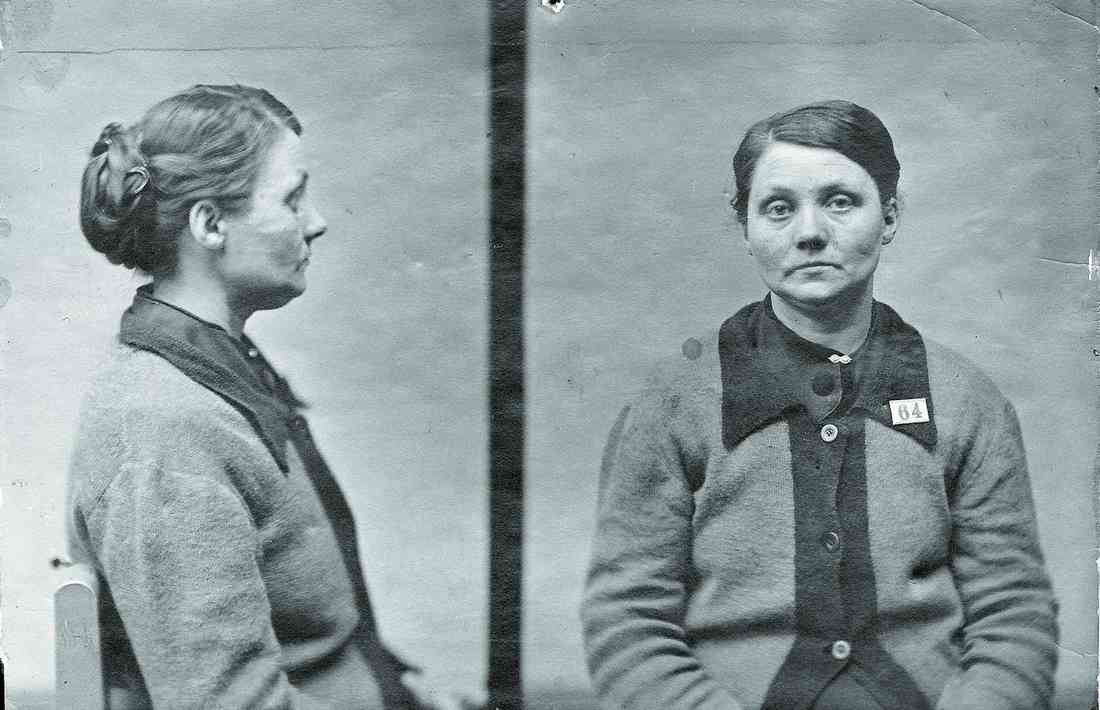
Hilda Nilsson 1917 dömdes till döden för mord på åtta fosterbarn.

Änglamakerska var en kvinna som mot ersättning tog hand om fosterbarn och genom vanvård gjorde dem till "änglar", vilket innebar att hon skötte om dem så illa att de dog. Det kunde exempelvis göras genom misshandel eller svält. 

## Förekomsten av änglamakerskor
Hur utbrett änglamakeriet var, är svårbedömt. Änglamakerskorna var möjligen mer beryktade än vanliga. Det låga antalet rättsfall där änglamakerskor stod åtalade kan tyda på att myndigheterna inte betraktade brotten som så allvarliga. Läkaren Richard Wavrinsky, som vid slutet av 1800-talet inspekterade 160 fosterfamiljer, påvisade sex säkra fall av änglamakeri. Övriga dödsfall som Wavrinsky undersökte härledde han till orsaker som fattigdom, usla sanitära förhållanden eller okunskap kring barnavård. Möjligen var änglamakeri en viktig orsak till den höga dödligheten bland barn födda utom äktenskapet. Så sent som på 1930-talet blev en änglamakerska i Stockholm åtalad och dömd för sin verksamhet. Den sista änglamakerskan som blev dömd till döden i Sverige (för mord på sammanlagt åtta fosterbarn) var Hilda Nilsson från Helsingborg. Hon dömdes 1917. Domen mot henne verkställdes aldrig, eftersom hon hängde sig själv i cellen. Straffet hade före självmordet ändrats till livstid, men budskapet om detta hann inte fram till Nilsson.[källa behövs]

## Förändrad lagstiftning ledde till fler fosterbarn
År 1778 blev det tillåtet för kvinnor att föda barn anonymt i ett försök att få bukt med den höga spädbarnsdödligheten, vilken delvis berodde på att ogifta kvinnor lämnade sina nyfödda barn att dö, eftersom det ansågs vara en stor skam att leva som ensamstående mor. I kölvattnet efter den ändrade lagstiftningen blev det då allt vanligare att ogifta mödrars barn lämnades bort till speciella kvinnor, vilka mot en summa pengar lovade att ta hand om barnen och sörja för deras uppväxt. Tack vare anonymiteten blev säkerligen varken prästen eller fosterbarnsnämnden informerad om alla barnfödslar. Vid slutet av 1800-talet fanns det i Sverige officiellt drygt 40 000 fosterbarn. Det motsvarar drygt åtta fosterbarn per 1 000 invånare. Men med tanke på anonymiteten är det rimligt att antaga, att antalet var betydligt högre än så. Att lämna bort nyfödda spädbarn förekom såväl i "finare" familjer som bland fattigt folk, i det förstnämnda fallet kanske mest för att bevara familjens goda rykte, i det senare dessutom för att den ensamstående modern eller hennes anhöriga saknade ekonomiska möjligheter att sörja för barnets uppväxt.

## Ersättning utbetalades oavsett om barnen överlevde eller ej
Med tiden valde en del kvinnor, både ensamstående och gifta, att försörja sig som mottagare av just fosterbarn. Fosterbarnsnämnden kunde betala dem en summa pengar för att de skulle ta hand om barnen. Alternativt kunde den ensamstående modern eller hennes anhöriga – för att hemlighålla vad som hade hänt – själva betala för att slippa låta barnet växa upp hemmavid som så kallad oäkting. En del mindre nogräknade fosterbarnsmottagare insåg snart, att det blev ekonomiskt lönsammare för dem att låta en del av de här barnen dö i förtid genom utdragen svält och vanskötsel, eftersom det erhållna pengabeloppet ändå fick behållas och på grund av att den biologiska modern sällan eller aldrig ville besöka sitt barn eller ställa frågor om hur det mådde. I de fall då dessa barn inte fanns registrerade hos prästen eller fosterbarnsnämnden kunde de av lättförklarliga skäl inte saknas av myndigheterna heller. Detta ledde till att en del änglamakerskor gick så långt att de aktivt tog barnen av daga. Så var exempelvis fallet med änglamakerskan Hilda Nilsson.

## Överlevare i urval
Två kända personer som lämnats till änglamakerskor, men överlevt, var skådespelarna Nils Poppe (1908–2000) och Stig Olin (1920–2008).